# Montauk (Nova Iorque)
Montauk é uma região censitária localizada no Condado de Suffolk, no estado americano de Nova Iorque. Em 2000, tinha uma população de 3.851 habitantes.